# Franz Roestel
Erwin Franz Rudolf Roestel (* 4. květen, 1902 – † 24. listopad, 1974) byl německý armádní důstojník a posléze i Waffen-SS v hodnosti SS-Obersturmbannführer der Reserve (Podplukovník zbraní SS v záloze). Mimo jiné byl držitelem mnoha vojenských vyznamenání včetně Rytířský kříž železného kříže nebo Německého kříže ve zlatě.

## Vojenská kariéra

### Data povýšení
- Leutnant der Reserve – 1. červen, 1938
- Oberleutnant der Reserve – 25. říjen, 1940
- Hauptmann der Reserve – 1. duben, 1942
- SS-Sturmbannführer der Reserve (Přestoupil do Waffen-SS) – 10. březen, 1943
- SS-Obersturmbannführer der Reserve — 9. listopad, 1943

### Významná vyznamenání
- Rytířský kříž železného kříže – 3. květen, 1945
- Německý kříž ve zlatě – 26. září, 1942
- Železný kříž I. třídy – 30. červenec, 1941
- Železný kříž II. třídy – 15. listopad, 1939
- Útočný odznak pěchoty v bronzu
- Odznak za zranění v černém
- Medaile za východní frontu
- Služební vyznamenání Wehrmachtu IV. třídy